# Association de la Jeunesse Auxerroise
L'Association de la Jeunesse Auxerroise, o AJ Auxerre, és un club de futbol francès de la ciutat d'Auxerre.

## Història
L'Association de la Jeunesse Auxerroise va ser fundada el 29 de desembre de 1905 per pare Deschamps. El club incloïa seccions de gimnàstica, atletisme o esgrima entre d'altes. Un any després de la seva fundació nasqué la secció de futbol. El club assolí èxit ràpidament a la lliga catòlica F.G.S.P.F. El 1908, arribà a la final del campionat francès F.G.S.P.F. perdent per 8-1. El 1952, Guy Roux signà el seu primer contracte amb el club. L'any 1961 es convertí en jugador-entrenador. Roux establí la gran xifra de quaranta-quatre anys consecutius al capdavant de l'equip. El 2005 fou reemplaçat per Jacques Santini.
El 1970 l'AJA entrà a la lliga amateur francesa. El 1974 ascendí a segona divisió. El 1979 arribà sorprenentment a la final de la copa francesa, en la qual fou derrotat per 1-4 a la pròrroga, enfront del FC Nantes, finalista de la lliga. L'any següent pujà a primera divisió. El 1994 guanyà la seva primera copa de França, vencent el Montpellier HSC per 3-0. El 1996 guanyà la lliga francesa i la seva segona copa, en la seva millor temporada de la història. Dues noves copes foren aconseguides els anys 2003 i 2005.

## Estadi
Al final de la Primera Guerra Mundial el club fou expulsat del seu terreny de joc. El pare Deschamps adquirí uns terrenys al llarg del riu Yonne, on es construí l'estadi de la Route de Vaux, que posteriorment es convertí en l'estadi Abbé Deschamps, en honor del president del club. És un dels pocs clubs d'alt nivell propietari del seu estadi.

## Palmarès
- 2 Copa Intertoto: 1997, 2006
- 1 Lliga francesa de futbol: 1995-96
- 4 Copa francesa de futbol: 1993-94, 1995-96, 2002-03, 2004-05
- 1 Supercopa francesa de futbol: 1996
- 1 Lliga francesa de segona divisió: 1979-80
- 2 Copa dels Alps de futbol: 1985, 1987
- 9 Campionat de Borgonya de la FGSPF: 1905-06, 1906-07, 1907-08, 1908-09, 1909-10, 1910-11, 1911-12, 1912-13, 1913-14

## Jugadors destacats
| - Joel Bats - Laurent Blanc - Basile Boli - Jean-Alain Boumsong - Éric Cantona - Lionel Charbonnier - Christophe Cocard - Djibril Cissé - Abou Diaby - Bernard Diomede - Daniel Dutuel - Jean-Marc Ferreri | - Alain Goma - Stéphane Guivarc'h - Olivier Kapo - Sabri Lamouchi - Lilian Laslandes - Bruno Martini - Corentin Martins - Philippe Mexès - Benoît Pedretti - William Prunier - Alain Roche - Antoine Sibierski - Philippe Violeau | - Moussa Saib - Enzo Scifo - Luigi Pieroni - Bonaventure Kalou - Teemu Tainio - Frank Verlaat - Taribo West - Paweł Janas - Andrzej Szarmach - Khalilou Fadiga - Amdy Faye - Benjani Mwaruwari |